# Romário Baldé
Romário Baldé (ur. 25 grudnia 1996 w Bissau) – gwinejski piłkarz występujący na pozycji napastnika w chińskim klubie  Wuhan Three Towns oraz w reprezentacji Gwinei Bissau.

## Kariera klubowa
Wychowanek klubu Estrela Amadora. W dalszej części swojej kariery grał w SL Benfica B oraz CD Tondela. Latem 2017 roku został zawodnikiem Lechii Gdańsk. 11 września 2017 zadebiutował w Ekstraklasie w wygranym 2:1 meczu z Piastem Gliwice, w którym zdobył bramkę. W styczniu 2018 roku został ukarany przez Lechię półroczną dyskwalifikacją za niestawianie się na klubowe treningi. W sierpniu tego samego roku wypożyczono go na rok do Académiki Coimbra (Segunda Liga). 30 sierpnia 2019 podpisał kontrakt z portugalskim klubem Gil Vicente FC. 31 stycznia 2020 udał się na półroczne wypożyczenie do Leixões SC.

## Kariera reprezentacyjna
Były młodzieżowy reprezentant Portugalii. W 2019 roku został przez Baciro Candé powołany do seniorskiej reprezentacji Gwinei Bissau na Puchar Narodów Afryki 2019, na którym wystąpił w meczu grupowym z Beninem (0:0).

## Życie prywatne
Posiada obywatelstwo Gwinei Bissau oraz Portugalii.